# Championnat du Danemark de football 1930-1931
Navigation
Saison précédente Saison suivante
La saison 1930-1931 du Championnat du Danemark de football était la 18e édition du championnat de première division au Danemark. C'est la 2e édition disputée sous la nouvelle formule, à savoir une poule unique de 10 clubs, la Meistersklabsserien, où chaque formation rencontre tous ses adversaires une seule fois. Le club classé dernier est relégué en D2 et remplacé par le champion de la division inférieure.
C'est le BK Frem Copenhague qui remporte la compétition en terminant en tête de la poule. C'est le 2e titre de champion du Danemark de l'histoire du club.

## Les 10 clubs participants
| - KB Copenhague - B 93 Copenhague - BK Frem Copenhague - Boldklubben 1903 - Akademisk Boldklub | - AaB Aalborg - AGF Aarhus - Promu de D2 - AC Horsens - BK 01 Nykobing - OB Odense |

## Compétition

### Classement
Le barème utilisé pour établir le classement est le suivant :
- Victoire : 2 points
- Match nul : 1 point
- Défaite : 0 point

| Rang | Équipe              | Pts | J | G | N | P | Bp | Bc | Diff |
| ---- | ------------------- | --- | - | - | - | - | -- | -- | ---- |
| 1    | BK Frem Copenhague  | 17  | 9 | 8 | 1 | 0 | 38 | 11 | +27  |
| 2    | KB Copenhague       | 13  | 9 | 6 | 1 | 2 | 31 | 13 | +18  |
| 3    | B 93 Copenhague (T) | 12  | 9 | 5 | 2 | 2 | 31 | 13 | +18  |
| 4    | Akademisk Boldklub  | 12  | 9 | 6 | 0 | 3 | 41 | 25 | +16  |
| 5    | AGF Aarhus (P)      | 10  | 9 | 4 | 2 | 3 | 33 | 18 | +15  |
| 6    | Boldklubben 1903    | 10  | 9 | 5 | 0 | 4 | 28 | 30 | -2   |
| 7    | AaB Aalborg         | 6   | 9 | 3 | 0 | 6 | 26 | 46 | -20  |
| 8    | OB Odense           | 6   | 9 | 3 | 0 | 6 | 17 | 41 | -24  |
| 9    | AC Horsens          | 3   | 9 | 1 | 1 | 7 | 16 | 40 | -24  |
| 10   | BK 01 Nykobing      | 1   | 9 | 0 | 1 | 8 | 13 | 37 | -24  |

|  | Champion du Danemark 1930-1931                         |
|  | Relégation en deuxième division                        |
|  | (T) : Tenant du titre (P) : Promu de deuxième division |

## Bilan de la saison
| Tableau d'Honneur                   |                    |
| Compétition                         | Vainqueur          |
| Championnat du Danemark de football | BK Frem Copenhague |

| Promotion et relégation      |                |
| Relégué en deuxième division | BK 01 Nykobing |
| Promu en Meistersbaksserien  | Fremad Amager  |